# ネマハ郡 (ネブラスカ州)
座標: 北緯40度23分 西経95度51分 / 北緯40.39度 西経95.85度
ネマハ郡（英: Nemaha County）は、アメリカ合衆国のネブラスカ州にある郡。2000年時点の人口は7,576人で、郡庁所在地はオーバーン (Auburn)。
ネブラスカ州のナンバープレートで、ネマハ郡の車両は最初の数字が44になっている。これは1922年にナンバープレートの制度を確立した際、ネマハ郡の車両登録台数が州内の郡のなかで44番目に多かったからである。

## 地理
アメリカ合衆国国勢調査局によると、この郡は総面積1,067 km2 (412 mi2) である。このうち1,060 km2 (409 mi2)が陸地で、7 km2 (3 mi2) が川や湖などの水地域である。総面積のうちの0.63%が水地域となっている。
ネマハ郡の東の境界線はミズーリ川に沿うように引かれていて、対岸はミズーリ州になるが、一部その対岸にも領地を持っている。

### 隣接する郡
- オトー郡（北）
- アッチソン郡 (ミズーリ州)（東）
- ホルト郡 (ミズーリ州)（南東）
- リチャードソン郡（南）
- ポーニー郡（南西）
- ジョンソン郡（西）

## 人口動静

2000年国勢調査時の郡の人口ピラミッド

2000年の国勢調査によると、ネマハ郡には7,576人、3,047世帯、及び1,980家族が暮らしている。人口密度は7/km2 (18/mi2) で、3/km2 (8/mi2) の平均的な密度に3,439軒の住居が建っている。この郡の人種の構成は白人97.60%、黒人（アフリカ系アメリカ人）0.36%、先住民0.30%、アジア系0.59%、太平洋諸島系0.04%、その他の人種0.37%、および混血0.74%で、1.00%の人々がヒスパニックまたはラテン系である。
ネマハ郡に住む3,047世帯のうち、29.50%は18歳未満の子どもと暮らしており、55.00%は夫婦で生活している。7.20%は未婚の女性が世帯主であり、35.00%は家族以外の住人と同居している。30.50%は独居で、全世帯の16.20%は65歳以上の独居老人世帯である。1世帯あたりの平均人数は2.32人であり、家庭の場合は2.91人である。
郡の住民は23.20%が18歳未満の子どもで、18歳以上24歳以下が11.90%、25歳以上44歳以下が23.90%、45歳以上64歳以下が22.70%、および65歳以上が18.40%となっている。平均年齢は39歳である。女性100人に対して男性は93.30人いて、18歳以上の女性100人に対しては男性は92.00人いる。
郡の世帯ごとの平均収入は32,588米ドルで、家族ごとでは43,780米ドルである。男性の30,956米ドルに対して女性は19,263米ドルの平均的な収入がある。この郡の一人当たりの収入 (per capita income) は17,004米ドルである。総人口の12.60%、家族の8.30%は貧困線以下である。18歳未満の子どもの13.20%及び65歳以上の13.50%は貧困線以下の生活を送っている。

## 都市および村
- オーバーン (en:Auburn, Nebraska)
- ブロック (en:Brock, Nebraska)
- ブラウンヴィル (en:Brownville, Nebraska)
- ジョンソン (en:Johnson, Nebraska)
- ジュリアン (en:Julian, Nebraska)
- ネマハ (en:Nemaha, Nebraska)
- ペルー (en:Peru, Nebraska)